# Javier Vilanova Pellisa
Javier Vilanova Pellisa (La Fatarella, Tarragona, 23 de setembro de 1973) é um padre católico espanhol. Nomeado Bispo Auxiliar de Barcelona, em 6 de outubro de 2020.

## Biografia
Depois de estudar teologia, foi ordenado sacerdote em Tortosa em 22 de novembro de 1998.
Desenvolveu seu trabalho pastoral na diocese de Tortosa, onde ocupou diversos cargos: Reitor do Seminário Diocesano, Delegado Diocesano para a Catequese e Pastoral Vocacional, Membro do Conselho Presbiteral e do Colégio de Consultores. Foi também reitor das paróquias de Alfara de Carles e do Sagrado Coração de Jesus de la Raval de Cristo (Roquetas) e reitor de Pinell de Bray. Reitor do Seminário Maior Interdiocesano da Catalunha (2018-2020), onde são formados seminaristas de sete dioceses catalãs: Tarragona, Gerona, Lérida, Solsona, Tortosa, Urgel e Vic.
Em 2016, Vilanova foi nomeado Missionário da Misericórdia pelo Papa Francisco. Ele também colabora regularmente com a associação católica Comunidade do Cenáculo, que acolhe pessoas que caíram na dependência de drogas.
O Papa Francisco o nomeou em 6 de outubro de 2020, bispo titular de Empúries e bispo auxiliar da Arquidiocese de Barcelona.